# Rio Ijuizinho
O rio Ijuizinho é um curso de água do estado do Rio Grande do Sul.
Nasce em Jóia, passa por Eugênio de Castro e Entre-Ijuís e desemboca no rio Ijuí, no limite de Entre-Ijuís com Vitória das Missões.
Em 1950, foi instalada a primeira das usinas hidrelétricas presentes no rio.